# Peter Tscherkassky
Peter Tscherkassky (Viena, 3 de outubro de 1958) é um cineasta austríaco de vanguarda que trabalha principalmente com imagens encontradas. Todo o seu trabalho é feito com filme e editado intensamente na câmara escura, em vez de depender dos avanços recentes do filme digital.

## Carreira cinematográfica
Tscherkassky começou a filmar em 1979 quando adquiriu o equipamento Super-8 e antes do final do ano ele havia feito o roteiro e iniciado as filmagens de Kreuzritter. Ao longo de sua carreira, ele concebeu vários festivais de cinema, incluindo “A Luz da Periferia: Filme Austríaco de Vanguarda, 1957–1988” (1988), “Im Off der Geschichte” (1990), “Found Footage: Filme aus gefundenem Material” (1991) e “Territórios Desconhecidos: The American Independent Film” (1992). Ele também foi o membro fundador da nova Austria Filmmakers Cooperative, que começou em 1982 e renunciou ao cargo em 1993. Seu trabalho Instruções para uma Máquina de Luz e Som (2005) teve sua estreia mundial no Festival de Cinema de Cannes na série "Quinzaine des réalisateurs".

## Filmografia
- Bloodletting (1981)
- Erotique (1982)
- Love Film (1982)
- Freeze Frame (1983)
- Holiday Movie (1983)
- Miniaturen: Many Berlin Artists in Hoisdorf (1983)
- Motion Piction (1984)
- Manufracture (1985)
- kelimba (1986)
- Shot Countershot (1987)
- tabula rasa (1987/89)
- Parallel Space: Inter-View (1992)
- Happy-End (1996)
- L'Arrivée (1997/98)
- Outer Space (1999)
- Get Ready (1999)
- Dream Work (2001)
- Instructions for a Light and Sound Machine (2005)
- Nachtstück (Nocturne) (2006)
- Coming Attractions (2010)
- The Exquisite Corpus (2015)